# Fort Kent (fästning)
Fort Kent är en fästning berömd genom Aroostookkriget.
Den förklarades vara National Historic Landmark (nationellt historiskt landmärke) och sattes upp på National Register of Historic Places 1973.
Den är belägen omkring 0.75 miles sydväst om staden Fort Kent, Maine.